# M18 motorway

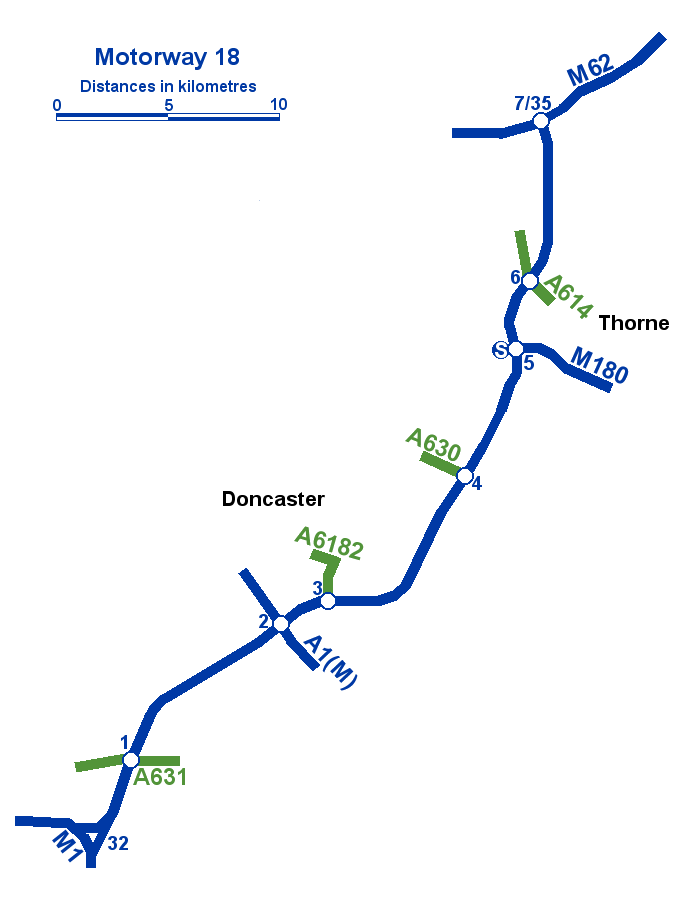
Verlauf des Motorways M18

Der M18 motorway (englisch für ‚Autobahn M18‘) ist eine Autobahn in Yorkshire, England. Sie beginnt nordöstlich der Anschlussstelle 32 der M1 bei Sheffield, passiert Rotherham und Doncaster und endet an der Anschlussstelle 35 der M62, westlich vor Goole. Eine Kreuzung gibt es mit der Motorway A1 bei Anschlussstelle 2 (Anschlussstelle 35 der A1(M)). Der dreispurige Abschnitt zwischen Sheffield und Doncaster wurde im November 1967 eröffnet und diente als Zubringer zur A1, da die M1 damals in Leeds ohne eine Weiterführung nach Norden endete.
In den 1970er Jahren wurde die Autobahn stückweise bis zum Knoten mit der M62 ausgebaut, mit der Eröffnung des letzten Abschnitts im Jahre 1979.